# 北真岡駅
北真岡駅（きたもおかえき）は栃木県真岡市にある真岡鐵道真岡線の駅である。

## 歴史
- 1955年（昭和30年）4月1日：日本国有鉄道の駅として開業[1][2]。気動車の旅客のみを取り扱う駅員無配置駅[3]。
- 1987年（昭和62年）4月1日：国鉄分割民営化により、東日本旅客鉄道（JR東日本）の駅となる[2]。
- 1988年（昭和63年）4月11日：真岡鐵道に転換[1][2]。同時に駅名の平仮名表記を「きたもうか」から「きたもおか」に変更[1][2]。

## 駅構造

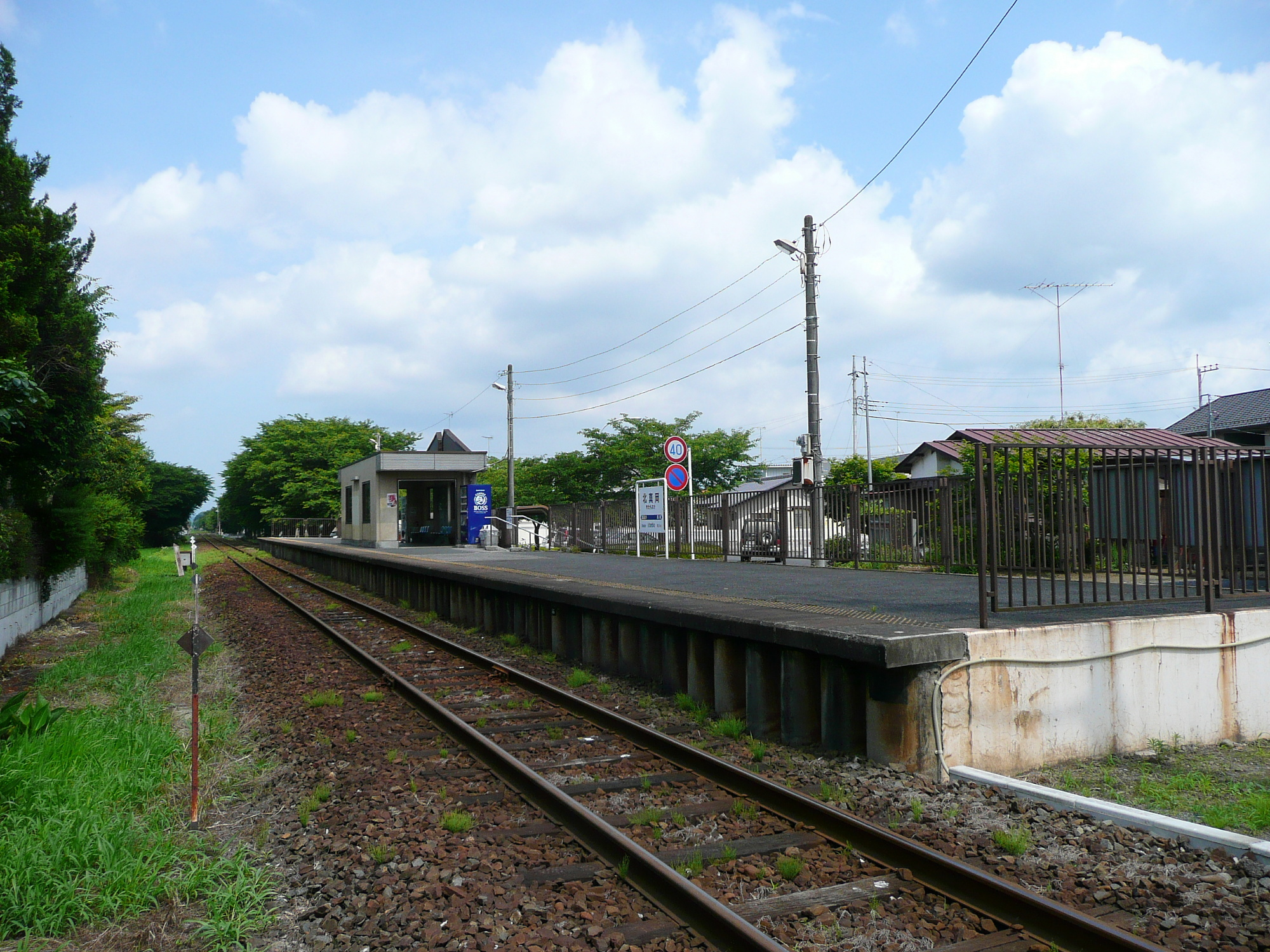
ホーム（2008年6月）

単式ホーム1面1線を有する地上駅で無人駅。駅舎はないが、車両約1両分の屋根付き待合所が設置されている。一般道からは駅南側より出入りする。ホームへ昇降する階段が2か所設置されており、車椅子対応のスロープもある。
駅前には駐輪場、送迎一時利用用駐車場、公衆電話、公衆便所がある。

## 利用状況
近年の一日平均乗車人員の推移は下記のとおり。
| 乗車人員推移 | 乗車人員推移    |
| 年度         | 1日平均乗車人員 |
| ------------ | --------------- |
| 2007         | 88              |
| 2008         | 109             |
| 2009         | 120             |
| 2010         | 98              |
| 2011         | 95              |
| 2012         | 104             |
| 2013         | 92              |
| 2014         | 105             |
| 2015         | 85              |
| 2016         | 100             |
| 2017         | 95              |
| 2018         | 96              |
| 2019         | 85              |

## 駅周辺
- 栃木県道156号石末真岡線 - 駅の脇（真岡方）を横断している。
- 芳賀赤十字病院 - 2019年に現地点へ移転。当駅から約500メートル。徒歩約7分。
- 栃木県健康福祉センター - 駅南方向へ。
- サンキ真岡店- 駅南方向へ。
- 萩田稲荷神社
- 高根沢内科クリニック（個人開業のクリニック） - 駅南方向へ。
- カワチ真岡東店 - 駅南方向へ。
- 真岡市立真岡小学校
- 大前恵比寿神社

- 真岡観光リス村（真岡りす村 ふれあいの里） - 2020年10月に閉園[4]。駅東方徒歩10分ほど。リス、プレーリードッグ、リスザル、ウサギ、ミニチュアホースなどが飼育、公開されていた。

## バス路線
停留所名は「北真岡駅」
- 真岡市コミュニティバス「いちごバス」[5]
  - 右回り 芳賀赤十字病院・真岡市役所・真岡女子高校方面
  - 左回り 芳賀赤十字病院・荒町二丁目・真岡駅東口方面

## その他
- 当駅でテレビドラマ『おいしいデパ地下』（テレビ朝日系、鈴木亜美主演、2008年1月4日放送）のロケ撮影が行われた。

## 隣の駅
真岡鐵道
■真岡線
真岡駅 - 北真岡駅 - 西田井駅